# うち水にRainbow
『うち水にRainbow』（うちみずにレインボウ）は、THE SQUARE7作目のアルバム。1983年5月21日にリリース。 

## 解説
スクェア7作目のアルバム。全10曲入。
スクェアがバックバンドとしてライヴで演奏するなど、関係の深かった松任谷由実がトータルコーディネーターとして参加。松任谷は6曲目「黄昏で見えない」の作曲とタイトル命名に携わる。本曲は後に「幻の魚たち」と題し松任谷が作詞、小林麻美がカヴァー。
1曲目「HELLO GOODBYE」はビートルズのカヴァー。10曲目にはリプリーズを収録。スクェアがカバー曲をオリジナルアルバムに収録した最後の曲である（2010年現在）。

## 収録曲
1. HELLO GOODBYE
ジョン・レノン＆ポール・マッカートニー作曲、安藤まさひろ編曲
2. 君はハリケーン
安藤まさひろ作曲、THE SQUARE編曲
3. SABANA HOTEL
安藤まさひろ作曲、THE SQUARE編曲
4. STINGRAY
田中豊雪作曲・編曲
5. HANK & CLIFF
安藤まさひろ作曲、THE SQUAREリズムトラック編曲、和泉宏隆ホーン編曲
6. 黄昏で見えない
松任谷由実作曲、和泉宏隆編曲
7. From 03 To 06 (Receivers)
和泉宏隆作曲、THE SQUARE編曲
8. カピオラニの通り雨
安藤まさひろ作曲、THE SQUARE編曲
9. BARBARIAN
安藤まさひろ作曲、THE SQUARE編曲
10. HELLO GOODBYE (Reprise)
ジョン・レノン＆ポール・マッカートニー作曲、安藤まさひろ編曲

## ミュージシャン
- THE SQUARE
  - 安藤まさひろ -  Electric Guitars & Acoustic Guitars
  - 伊東たけし - Alto Saxophone, Lyricon & Flute
  - 和泉宏隆 - Acoustic Piano, Rhodes Piano, Mini Moog, OB-Xa, Korg Trident, Polysix & Prophet 5 Synthesizers
  - 田中豊雪 - Electric Bass, Synthesizer Bass by Mini Moog & Drums（ドラムは「STINGRAY」のみ）
  - 長谷部徹 - Drums & Percussion [Pearl Drums GIANT STEP“GX series”（Maple Shell）& Sonor Snare Drum D420“Phonic”]
- Guest Musicians
  - 仙波清彦 - Percussion
  - EVE - Background Vocals（「HELLO GOODBYE」のみ）
  - Nitta Group - Horns（「HANK & CLIFF」及び「黄昏で見えない」のみ）
  - 伊藤広規 - Electric Bass（「STINGRAY」のみ）